# Joseph Laroche
Pour les articles homonymes, voir Laroche et Lemercier.
Joseph Laroche est un ingénieur haïtien né le 26 mai 1886 à Cap-Haïtien et mort lors du naufrage du Titanic dans l'océan Atlantique Nord dans la nuit du 14 au 15 avril 1912, paquebot dont il était le seul passager noir.

## Jeunesse, formation et carrière professionnelle
Joseph Laroche, de son nom complet Joseph Philippe Lemercier Laroche, dont le grand père était le boitier du roi Henri Christophe, est élevé par une mère qui faisait du négoce de café, de cacao, de canne, et de coton. C'était une femme riche qui « achetait la production des paysans haïtiens, la conditionnait, et la revendait avec sa marge notamment à des exportateurs français et allemands ». En 1901, elle envoya son fils de 15 ans en France, où il obtient son baccalauréat à Beauvais, puis un diplôme d'ingénieur,. Après ses études, Joseph a travaillé comme ingénieur pour le métro parisien. Le journaliste Serge Bilé rapporte que Joseph Laroche a participé à la réalisation de la ligne qui relie la porte de la Chapelle à la porte de Versailles.

## Vie privée et famille
Il épouse une femme française, Juliette Lafargue, qu'il a rencontrée lors d’un voyage à Villejuif avec son mentor l'évêque d’Haïti, Kersuzan. Ils ont donné naissance à Simone (1909) et Louise (1910). Elle portait un troisième enfant au moment du naufrage du Titanic.

## Naufrage duTitanicet mort

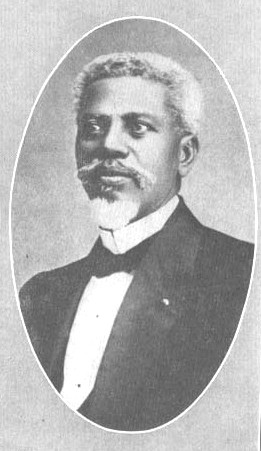
Joseph Laroche est le neveu par alliance de Cincinnatus Leconte, président de Haïti.

### Départ de la France
Ne pouvant plus résister au racisme, malgré son statut professionnel, il a convaincu sa femme de partir vivre en Haïti. D'autant que son oncle par alliance Cincinnatus Leconte venait d’être élu président de la République d'Haïti. La famille Laroche a d'abord réservé des billets en 1re classe à bord du France de la Compagnie générale transatlantique. Mais, elle a dû annuler la réservation en découvrant que les enfants ne peuvent pas y dîner dans la même salle que leurs parents. Du coup, Joseph et sa femme ont échangé leurs tickets contre des billets de 2e classe pour voyager à bord du Titanic. Le 10 avril 1912, avec leurs deux filles, ils s'embarquent à bord du paquebot flambant neuf de la White Star Line lors de son escale en rade de Cherbourg. Ils voulaient gagner les États-Unis puis prendre un autre bateau vers Haïti.

### Mort
Lors du naufrage du Titanic survenu dans la nuit du 14 au 15 avril 1912 en heurtant un iceberg dans l’océan Atlantique Nord, au large de Terre-Neuve, de sa famille, seul Joseph Laroche a péri. Car « c’étaient les femmes et les enfants que l’on sauvait d’abord ». Juliette et ses filles, embarquées dans des canots de sauvetage, « sont sauvées par le RMS Carpathia, un paquebot transatlantique britannique ». Arrivées aux États-Unis, elles ont renoncé à leur voyage vers Haïti et sont rentrées en France. Plus tard, Juliette donne naissance à son fils, auquel elle donne le prénom de Joseph en hommage à son père. Ce n'est qu'en 1918 que Juliette a pu percevoir 150 000 anciens francs de dédommagement de la White Star Line. Cela lui a permis d’ouvrir une teinturerie dans la maison familiale et de nourrir ses enfants.

## Sources et références
1. ↑  Rosny Ladouceur, « Joseph Laroche, Haïtien, « le seul passager noir du Titanic » », Loop Haiti,‎ 20 février 2019 (lire en ligne)
2. ↑  « Le seul passager noir du Titanic », FranceInfo,‎ 28 avril 2016 (lire en ligne)
3. ↑  Odile Morin, « "Le seul passager noir du Titanic" : Serge Bilé nous révèle l'histoire méconnue de l'Haïtien Joseph Laroche », France Info,‎ 24 septembre 2019 (lire en ligne)
4. ↑  Eline Erzilbengoa et Haron Tanzit, « Oise : le seul passager noir du Titanic était étudiant à Beauvais », France3,‎ 24 septembre 2019 (lire en ligne)
5. ↑  Jimmy Hautecloche, « Histoire : Le destin tragique d’un ancien étudiant beauvaisien, seul passager noir sur le Titanic », l'observateur de Beauvais,‎ 2 mai 2019 (lire en ligne)
6. ↑  Jimmy Hautecloche, « Histoire : Le destin tragique d’un ancien étudiant beauvaisien, seul passager noir sur le Titanic », L'observateur de Beauvais,‎ 2 mai 2019 (lire en ligne)
7. ↑  « Le seul passager noir du Titanic », France Info,‎ 28 avril 2016 (lire en ligne)
8. ↑  « Un documentaire inédit sur l’histoire du seul passager noir du Titanic », Le Nouvelliste,‎ 29 juillet 2019 (lire en ligne)
9. ↑  « Oise : le seul passager noir du Titanic était étudiant à Beauvais », France Info,‎ 24 septembre 2019 (lire en ligne)
10. ↑  « Histoire : Le destin tragique d’un ancien étudiant beauvaisien, seul passager noir sur le Titanic », l’observateur de Beauvais,‎ 2 mai 2019 (lire en ligne)